# Bălțați (gmina)
Bălțați – gmina w Rumunii, w okręgu Jassy. Obejmuje miejscowości Bălțați, Cotârgaci, Filiași, Mădârjești, Podișu, Sârca i Valea Oilor. W 2011 roku liczyła 4975 mieszkańców.